# Phổ chính trị
Một phổ chính trị là một hệ thống xác định các lập trường chính trị khác nhau dựa trên một hay nhiều trục hình học nằm trong các chiều hướng chính trị độc lập không phụ thuộc nhau.
Các phổ chính trị lâu đời nhất bao gồm một cánh tả và một cánh hữu, những từ mà ban đầu được dùng để chỉ sự sắp xếp chỗ ngồi trong Quốc hội Pháp sau Cách mạng Pháp (1789–99). Theo trục chính trị tả-hữu đơn giản nhất, chủ nghĩa cộng sản và chủ nghĩa xã hội thường được đặt về phía bên trái, đối ngược với chủ nghĩa phát xít và chủ nghĩa bảo thủ về phía bên phải. Chủ nghĩa tự do có thể có ý nghĩa khác nhau trong các bối cảnh khác nhau, đôi khi nằm về phía tả (chủ nghĩa tự do xã hội), đôi khi lại nằm về phía hữu (chủ nghĩa tự do cá nhân hay chủ nghĩa tự do cổ điển). Các nền chính trị phủ nhận hệ thống phổ chính trị tả-hữu truyền thống được biết đến như là các nền chính trị hòa hợp, sử dụng đồng thời các yếu tố cánh tả và cánh hữu. Những nền chính trị với tư tưởng trung gian giữa tả và hữu được coi là ôn hoà hay trung lập.
Các nhà khoa học chính trị thường xuyên lưu ý rằng để mô tả các biến thể đang tồn tại của các tư tưởng chính trị thì chỉ duy nhất một trục tả-hữu là không đủ, và thường phải sử dụng thêm nhiều trục khác. Mặc dù những từ ngữ mô tả các cực đối lập có thể khác nhau thì thường trong các phổ song trục phổ biến, các trục được chia theo 2 chiều: các vấn đề văn hóa xã hội và các vấn đề kinh tế, mỗi chiều gồm một cực là một dạng của chủ nghĩa cá nhân (hay chính quyền của tự do cá nhân) và một cực là một dạng của chủ nghĩa cộng đồng (hay chính phủ của sự ổn định cộng đồng). Trong bối cảnh này, phe tả đương đại Mỹ thường được coi là người theo chủ nghĩa cá nhân (hay chủ nghĩa tự do cá nhân) ở các vấn đề văn hóa xã hội và là người theo chủ nghĩa cộng đồng ở các vấn đề kinh tế, trong khi phe hữu hiện nay ở Mỹ thường được coi là những người theo chủ nghĩa cộng đồng ở vấn đề văn hóa xã hội và theo chủ nghĩa cá nhân (hay tự do cá nhân) ở vấn đề kinh tế.

## Những diễn giải tiêu biểu
Sự đối lập tả-hữu thường được hiểu qua những tương phản được mô tả dưới đây:

### Bình đẳng - Ưu tú
Bắt đầu từ định đề bình đẳng (Egalité) của Cách mạng Pháp khuynh hướng chính trị bình đẳng là chủ yếu được phe tả xem là việc hiển nhiên. Họ chống lại các điều kiện làm thiệt thòi các nhóm dân cư nhất định. Ban đầu đó là các tầng lớp yếu kém về vật chất (tầng lớp lao động), nhưng sau đó cũng được áp dụng cho các thiểu số tôn giáo hay sắc tộc, phụ nữ, người già, người tàn tật, người đồng tính và các nhóm khác. Cuộc đấu tranh cho bình đẳng về chính trị và xã hội được phe tả xem như một phần của nỗ lực tiến tới tiến bộ không chỉ cho sự bình đẳng mà còn cho tự do. Do đó, khái niệm về sự giải thoát như một định danh cho giải phóng và tự quyết của các nhóm thiệt thòi là một điểm tham chiếu quan trọng được cho là việc hiển nhiên của các nhóm và tổ chức cánh tả.
Cánh hữu biện minh cho sự cần thiết của một sự bất bình đẳng nhiều hay ít. Những lý do cho điều này được cho là có trong bản chất của con người (tài năng, khả năng), hoặc sự bất bình đẳng là do trù tính tiện ích xã hội (khuyến khích những nỗ lực). Trong bối cảnh này, sự hình thành của giới tinh hoa được ủng hộ, từ đó tuyển chọn các cá nhân lãnh đạo các tổ chức xã hội quan trọng (chính trị, văn hóa, khoa học và kinh tế). Ngược lại, khái niệm bình đẳng của phe tả được coi là "làm cho mọi người như nhau" và bị từ khước vì xem đó là sự can thiệp vào các quyền tự do cá nhân và các cơ hội phát triển hoặc trật tự xã hội có sẵn.
Trong chế độ dân chủ sau khi được bình đẳng về chính trị, phân phối của cải xã hội là trung tâm của các cuộc tranh luận về cách tiếp cận bình đẳng hoặc chống bình đẳng. Sự khác biệt này ở thu nhập (phân phối chính) với lý do là có sự khác biệt về "năng khiếu" và "hiệu suất" của các cá nhân. Câu hỏi về gánh nặng thuế thu nhập tùy thuộc vào mức lương một cách "hợp lý" (phân phối thứ cấp) là một vấn đề tranh cãi quan trọng hơn trong các cuộc tranh luận chính trị, vì đánh thuế là việc tiếp cận trực tiếp của pháp luật.
Đối xử không công bằng một cách tùy tiện (phân biệt đối xử) trên cơ sở của ngôn ngữ, giới tính, sắc tộc, nguồn gốc, tôn giáo, quan điểm chính trị bị các chế độ pháp quyền dân chủ coi rẻ. Tuy nhiên, nó là một đề tài tranh cãi, đến mức độ nào nhà nước nên có biện pháp để bù đắp cho những người bị thiệt thòi và cái cách nhà nước chống phân biệt đối xử trong lĩnh vực xã hội. Qua đó có sự phân biệt giữa bình đẳng và công bằng. Một phần của cánh tả hiện nay cho là việc thực thi các biện pháp công bằng xã hội là hợp lý, được thiết kế với những đối xử không công bằng để cải thiện tình trạng của các nhóm xã hội yếu thế ("đảo ngược phân biệt đối xử").

### Cấp tiến – Bảo thủ
Trong những ngày đầu của nền dân chủ phương Tây, đặc biệt là trong thế kỷ 19, cánh tả cố gắng chủ yếu cải thiện điều kiện sống của các tầng lớp thấp, đặc biệt là những người lao động, việc thực thi các quyền con người và do đó một đổi mới liên tục của xã hội. Cánh tả chủ trương, cho những điều đó là tiến bộ xã hội. Cánh hữu thì ngược lại, muốn duy trì hiện trạng về điều kiện chính trị và kinh tế và cho đó là chuẩn mực xã hội truyền thống.
Ngày nay, nhiều diễn biến làm phức tạp việc phân loại đối với các thuật ngữ bảo thủ / cấp tiến: Trong các nền dân chủ phương Tây sau năm 1945 chính các đảng phái cánh hữu phát triển các khái niệm chương trình tiến bộ độc lập và đại diện cho chính sách riêng của mình, để hiện đại hoá kỹ thuật và xã hội. Trong khi đó, giữa các tổ chức cánh tả có sự tranh cãi, đối với họ thế nào là quan điểm và biện pháp "tiến bộ". Hơn nữa, có những thành phần ý thức hệ "bảo vệ những thành tựu tiến bộ", có thể được coi là một phiên bản cánh tả của việc tiếp cận tư duy bảo thủ.

### Quốc tế – Dân tộc
Theo ý tưởng cơ bản về bình đẳng, cánh tả theo đuổi một thời gian dài cách tiếp cận chủ nghĩa quốc tế, hiểu là một phong trào trên toàn thế giới và tổ chức quốc tế. Tuy nhiên, sau năm 1945, nhiều nhóm cánh tả hiểu vai trò của họ là "cuộc đấu tranh giải phóng dân tộc" và dựa vào ý thức hệ chống đế quốc. Để đáp ứng tình yêu nước trong quần chúng, để thực thi tuyên bố chủ quyền hoặc như là một biểu hiện của một nhãn quan chống đế quốc, cả các chính phủ cánh tả cũng đại diện cho cách tiếp cận dân tộc này. Trong bối cảnh của một tư tưởng chống toàn cầu hóa ngày nay, chủ quyền của các quốc gia được một phần phe tả xem như là một điều kiện để bảo vệ những thành tựu xã hội và để đưa họ vào vị trí chống lại chủ nghĩa tư bản quốc tế.
Cho đến giữa thế kỷ 20, cánh hữu theo đuổi một chính sách dân tộc và đại diện cho một ý thức hệ tương ứng hiện nay. Cùng lúc, nhóm Trung lưu ở Tây Âu, bao gồm những người theo chủ nghĩa Tự do cho mình là một động lực thúc đẩy toàn cầu hóa kinh tế và đề cập đến những đóng góp của mình trong việc thống nhất châu Âu.

### Tự phân loại các dòng chính trị

#### Đức
Nghiên cứu nhân khẩu học hành hiện nay cho thấy các cử tri của mỗi đảng đại diện trong quốc hội tự phận loại mình trong một phạm vi rộng của quang phổ chính trị. Trong một nghiên cứu được tiến hành bởi viện khảo sát Emnid năm 2007, 76 % cử tri của Liên minh 90 / đảng Xanh cho mình là "cánh tả", trong khi đó SPD 39 phần trăm, CDU 25 phần trăm và FDP 23 phần trăm. Nhìn chung, 34 phần trăm người Đức cho biết họ thuộc "cánh tả", 52 phần trăm xếp mình vào nhóm "chính trị trung tâm" và 11 phần trăm vào cánh hữu.,